# Estació de tren de Bucarest Nord
Estació de tren de Bucarest Nord (en romanès: Gara București Nord) és la principal estació de ferrocarril de Bucarest i l'estació de tren més gran de Romania. La gran majoria dels trens de línia principal cap a i des de Bucarest provenen de la Gara de Nord.

## Història
L'estació es va construir entre 1868 i 1872; la primera pedra es va posar el 10 de setembre de 1868 en presència de Carol I de Romania. L'edifici està dissenyat com una estructura en forma d'U. Els primers ferrocarrils entre Roman – Galați – Bucarest – Pitești es van posar en servei el 13 de setembre de 1872. Entre 1895 i 1896 es va construir una nova ala de l'estació, que incloïa un "Saló Reial", a causa de la visita de l'emperador Francesc Josep d'Àustria-Hongria. Inicialment es va anomenar Gara Târgoviștei, després de la carretera propera, Calea Târgoviștei ("carretera de Târgoviște", avui Calea Griviței), i va prendre el seu nom actual el 1888.
L'estació i els seus voltants van ser fortament bombardejats pels aliats l'abril de 1944 durant una campanya dirigida a les línies de subministrament de l'Eix, ja que l'estació va tenir un paper important en la xarxa ferroviària romanesa i era el principal punt de partida de les tropes dirigides al front oriental.
Sota l'època comunista, l'estació va rebre una sèrie de millores, com ara una passarel·la (dècada de 1950 o 1960), una electrificació parcial el 16 de febrer de 1969, i després una ampliació entre 1978 i 1984 i una electrificació completa. Avui en dia encara està millorat, després d'haver rebut una revisió de la plataforma (substitució de rajoles per asfalt del 2006 al 2010), eliminació de la passarel·la (substituïda pel Pas de Basarab el 2009) i, el 2018, substitució de les pantalles originals de solapa dividida.

## Estat actual
Actualment hi ha 14 pistes i 8 plataformes.
A partir de 2009, Gara de Nord donava servei a uns 200 trens, inclosos trens nacionals operats per Căile Ferate Române, Regiotrans i Trans Feroviar calatori, així com trens internacionals cap a Hongria – Budapest, Bulgària – Sofia, Varna i Burgàs, República de Moldàvia – Chișinău, Ucraïna. – Kíev, Dnipro i Chernivtsi, Àustria – Viena, Turquia – Istanbul, Rússia – Moscou i Saratov, Belarús – Minsk.
L'estació compta amb diversos autobusos (línies 105, 123,133,178,182,205,282 i línia exprés 780 que uneix l'estació de tren amb l'aeroport Henri Coandă) troleibús (65, 79 i 86 al costat de Grivița i 62,85,93,96 al costat de Columnes) i línies de tramvia (42,45,46 al costat de Grivița i 44 al costat de Dinicu Golescu), així com l'estació de metro Gara de Nord. A més, l'estació està connectada amb trens CFR i TFC amb l'aeroport internacional Henri Coandă.

## Evolucions futures
El 2019 el Ministeri de Transports del Govern de Romania va anunciar plans per convertir la Gara de Nord d'una estació terminal a una estació de metro, que enllaça amb l'estació de tren de Bucarest Obor i un enllaç parcial de metro entre Gara de Nord i Progresul.